# UFC Fight Night: Cowboy vs. Edwards
UFC Fight Night: Cowboy vs. Edwards var en MMA-gala som arrangerades av Ultimate Fighting Championship och ägde rum 23 juni 2018 i Kallang i Singapore.